# Dir, Pakistan
Dir är en stad i den pakistanska provinsen Khyber Pakhtunkhwa. Den är huvudort för distriktet Upper Dir, och folkmängden uppgick till cirka 45 000 invånare vid folkräkningen 2017.